# León Grinberg
Pour les articles homonymes, voir Grinberg.
León Grinberg, né le 23 février 1921 à Buenos-Aires et mort à Barcelone le 25 septembre 2007, est l'un des psychanalystes de l'école argentine aux côtés de José Bleger, Heinrich Racker et Horacio Etchegoyen

## Biographie
Après des études de médecine, León Grinberg se tourne vers la psychanalyse et fait une analyse avec Arnaldo Rascovsky. Très rapidement, il est reconnu comm un formateur novateur. Il s'intéresse notamment au transfert et au contre-transfert à la suite de son maître Heinrich Racker, et il développe la notion de « contre-identification projective ». Son travail en équipe porte sur l'œuvre de Wilfred Bion. Il a inspiré nombres d'analystes kleiniens ou non. Il s'exile en Espagne et participe aux congrès psychanalytiques européens.

## Publications
- avec Dario Sor & Elizabeth Tabak de Bianchedi :
  - Introduction aux idées psychanalytiques de Bion, Dunod, 1976,  (ISBN 978-2-04-001086-7)
  - Nouvelle introduction à la pensée de Wilfred Bion, Césura, 1996,  (ISBN 2-905709-75-8).
- Culpabilité et dépression, Les Belles Lettres, coll.« Confluents psychanalytiques », 1992  (ISBN 2-251-33448-3)[2].
- Psychanalyse du migrant et de l'exilé, Césura Lyon, 1987  (ISBN 2-905709-02-2).
- Qui a peur du (contre-)transfert ? : Transfert, contre-transfert et contre-identification projective dans la technique analytique  (trad. de l'espagnol), Paris, Ithaque, coll. « Psychanalyse », 2018, 176 p. (ISBN 978-2-916120-93-5).
- Notre identification à Freud, Le Coq-Héron, (246), 124‑129, 1987.
- Le fil du rasoir dans la dépression et dans le deuil, Le Coq-Héron, (236), 23‑36, 1977.